# Zasłonak wonny

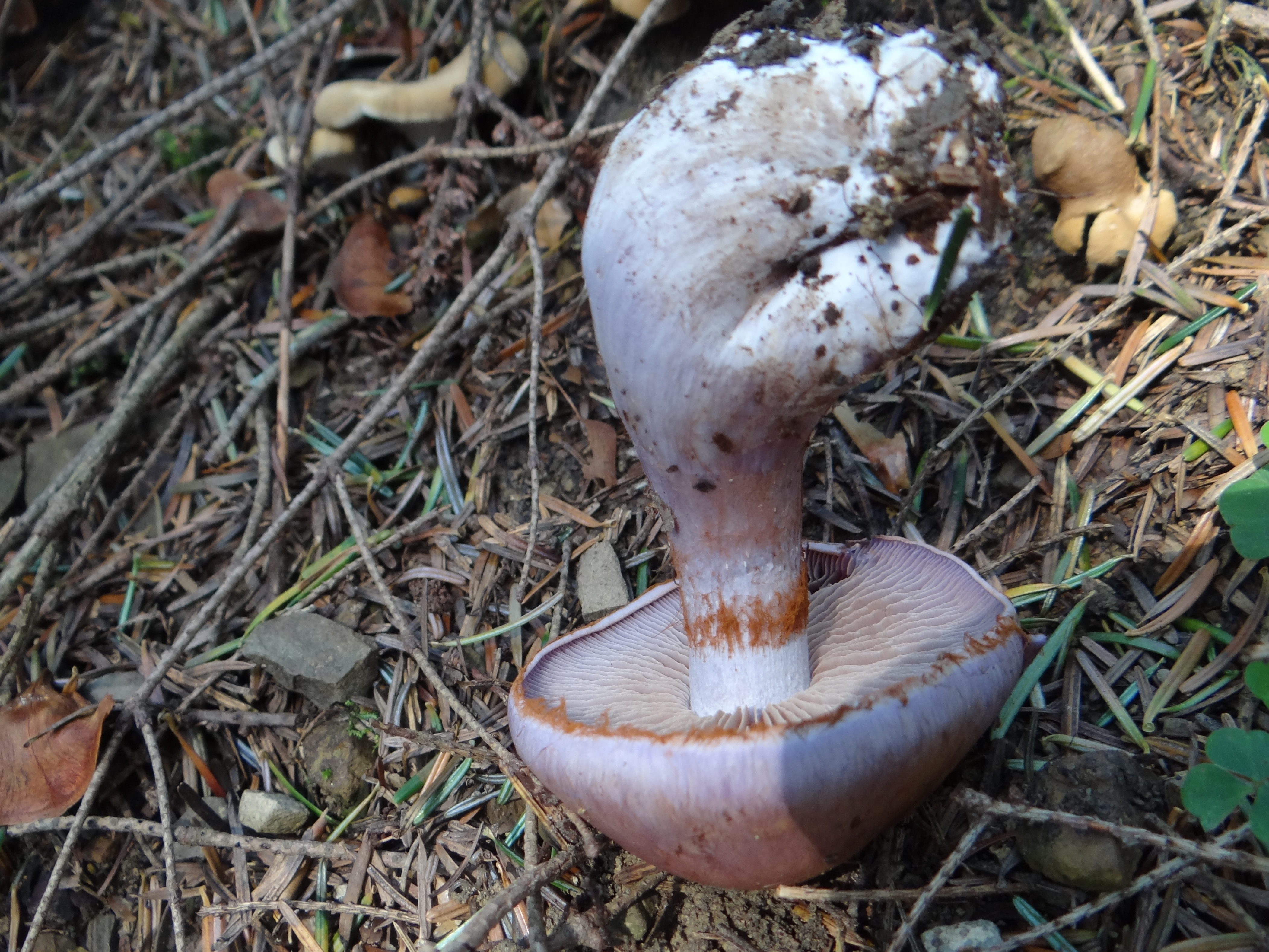

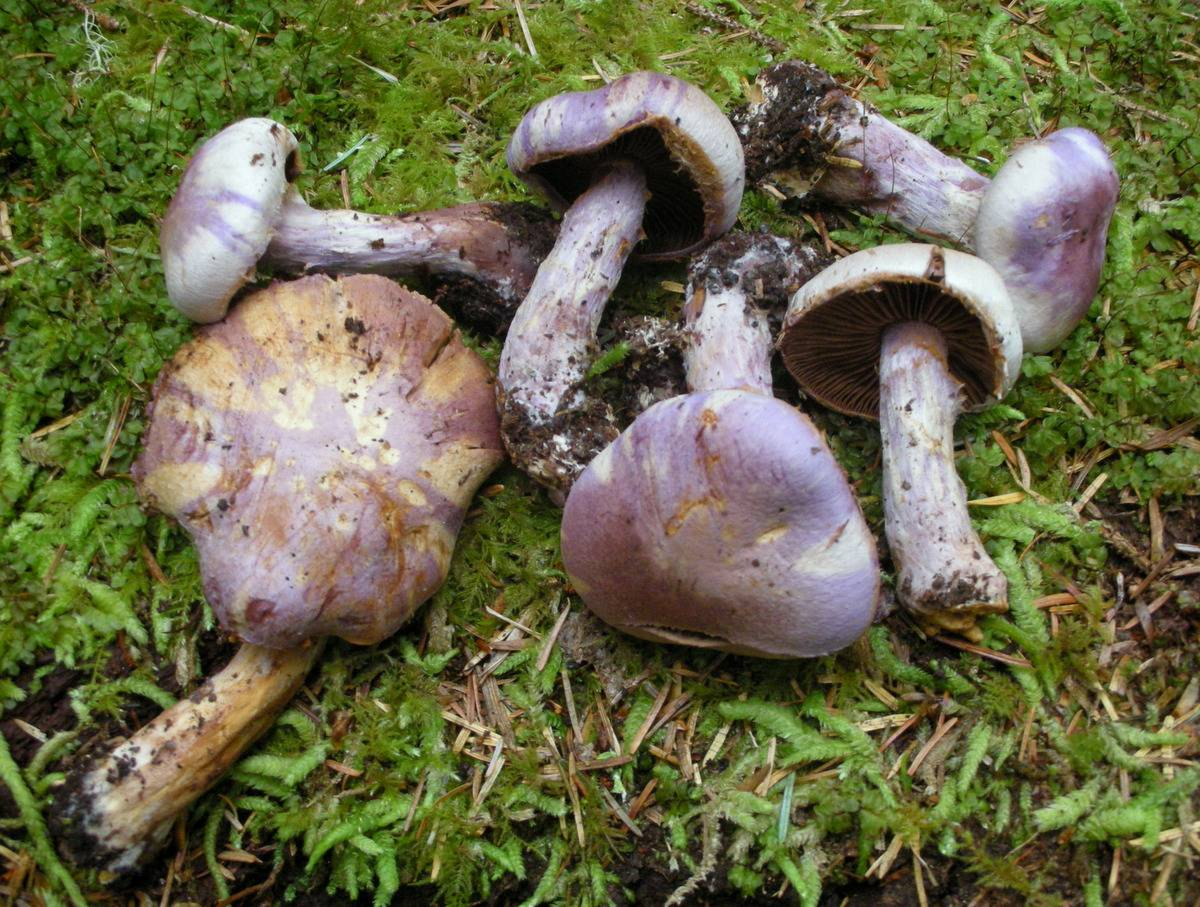

Zasłonak wonny (Cortinarius traganus (Fr.) Fr.) – gatunek grzybów należący do rodziny zasłonakowatych (Cortinariaceae).

## Systematyka i nazewnictwo
Pozycja w klasyfikacji według Index Fungorum: Cortinarius, Cortinariaceae, Agaricales, Agaricomycetidae, Agaricomycetes, Agaricomycotina, Basidiomycota, Fungi.
Po raz pierwszy opisany został opisany w 1818 r. przez E. M. Friesa jako Agaricus traganus, w 1838 ten sam autor przeniósł go do rodzaju Cortinarius. Niektóre synonimy naukowe:
- Agaricus traganus Fr. 1818
- Inoloma traganum (Fr.) Wünsche 1877
- Phlegmacium traganum (Fr.) M.M. Moser 1953

Nazwę polską nadał Andrzej Nespiak w 1975 r., wcześniej (w 1955 r.) Stanisław Domański opisywał ten gatunek jako zasłonak koźli, Barbara Gumińska i Władysław Wojewoda w 1985 r. jako zasłonak brodaty.

## Morfologia
Kapelusz
Średnica 4–14 cm, u młodych owocników kulisty, fioletowy i jedwabiście błyszczący, o srebrzystym wierzchołku. Z czasem staje się wypukły, w końcu rozpostarty. Fioletowa powierzchnia młodych owocników z czasem płowieje i staje się szarożółtawa, potem ochrowa. Często bywa promieniście popękana, zwłaszcza podczas suchej pogody. Z brzegu zwieszają się rdzawobrązowe resztki zasnówki, czasami znajdują się one również na obrzeżach kapelusza.
Blaszki
Gęste, dość grube i szeroko przyrośnięte. Mają szerokość 7–15 mm. U młodych owocników są jasnoochrowe, z czasem stają się żółtawobrązowe, u dojrzałych rdzawobrązowe.
Trzon
Wysokość 5–10 cm, grubość 2–5 cm, u młodych owocników podstawa jest silnie bulwiasta, u dojrzałych trzon staje się maczugowaty. Powierzchnia u młodych owocników fioletowa, z czasem, poczynając od podstawy stopniowo zaczyna blaknąć. Okryty jest zasnówką, która na początku ma jasno różowofioletową barwę, później wskutek zabarwienia zarodnikami staje się rdzawobrązowa, a z czasem tworzy wyraźnie zaznaczający się pierścień.
Miąższ
Gruby, o barwie początkowo brudnożółtawej, później szafranowo żółtawej. Smak gorzki, zapach nieprzyjemny. Nigdy nie jest fioletowy, z wyjątkiem podstawy trzonu, która ma barwę brudnofiołkową.
Cechy mikroskopowe
Wysyp zarodników rdzawobrązowy.
cechy mikroskopowe
Zarodniki elipsoidalne, o rozmiarach 8–9 × 5–5,5 μm, pokryte drobnymi brodawkami lub kropkami. Podstawki o rozmiarach 30–35 × 6,5–7,5 μm.

## Występowanie i siedlisko
Opisano występowanie tego gatunku w Ameryce Północnej, Europie i Japonii, inne źródła podają, że występuje na całej półkuli północnej na obszarach o klimacie umiarkowanym. W Europie Środkowej miejscowo jest pospolity, brak go tylko na obszarach o podłożu wapiennym. W Polsce jest dość pospolity.
Rośnie na ziemi, w lasach iglastych, szczególnie na kwaśnym podłożu w górskich lasach świerkowych. W lasach liściastych jest rzadki. Owocniki wytwarza od sierpnia do października.

## Znaczenie
Grzyb mykoryzowy. Jest niejadalny lub lekko trujący.